# 2773 Brooks
2773 Brooks (1981 JZ2) là một tiểu hành tinh vành đai chính được phát hiện ngày 6 tháng 5 năm 1981 bởi Shoemaker, C. ở Palomar.